# Pidonia pallidicolor
Pidonia pallidicolor là một loài bọ cánh cứng trong họ Cerambycidae.